# Henk Veeneklaas
Gerrit Menne Hendrik (Henk) Veeneklaas (Utrecht, 21 februari 1909 - Oegstgeest, 1 augustus 1991) was een Nederlandse arts-verpleger voor en tijdens de Tweede Wereldoorlog.
Veeneklaas werd tot officier opgeleid aan de School Reserve Officieren Geneeskundige Dienst in Den Haag. In 1935 werd hij benoemd tot reserve-officier van gezondheid der tweede klasse. In 1935-1936 werkte hij in Abessinië, dat in oorlog was met Italië, in een team van acht artsen en verplegers onder leiding van Dr Charles Winckel, die vanaf 1937 in het Dagelijks Bestuur van het Roode Kruis in Den Haag zat.

## Tweede Wereldoorlog

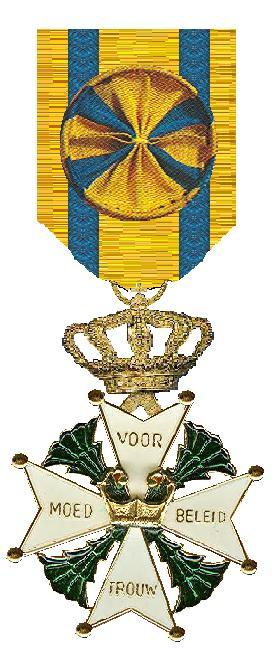

Op 9 september 1944 werd Veeneklaas vanuit Engeland per parachute boven Nederland gedropt. Hij stelde zich in verbinding met de Raad van Verzet. Tweemaal werd hij door een Duitser aangehouden. Eenmaal sloeg hij deze bewusteloos. Verderop verkleedde hij zich om terug te keren en de Duitser naar het hospitaal te brengen. Zo voorkwam hij represailles.
Toen zijn liaison-officier Tobias Biallosterski gevangen werd genomen volgde hij hem op. Hij moest nieuwe afwerpterreinen organiseren, zendadressen verzorgen en Duitse peilwagens uitschakelen.
Op 10 september 1950 werd Veeneklaas eervol ontslagen uit de militaire dienst. Hij woonde in Oegstgeest. In 1987 ontving hij de Prof. dr. E. Gorterpenning.

## Secundaire literatuur
- E. de Roever, Londen roept Amsterdam: de missie van de geheim agenten Tobs Biallosterski en Henk Veeneklaas: Amsterdam, Noord-Holland 1944-1945. Hollandia, Baarn (1992).

## Onderscheidingen
- Militaire Willems-Orde (MWO.4), 7 oktober 1948[1]
- Medaille van het Rode Kruis met gesp "Ethiopië 1935-1936" (RKM)[4]
- Kruis van Verdienste van het Nederlandse Rode Kruis[4]
- Officierskruis[bron?]
- Onderscheidingsteken voor Langdurige Dienst als officier[4]
- King's Medal for Courage in the Cause of Freedom[4]
- SE.3[4]